# Udo Vietz
Udo Vietz (geboren 19. September 1906 in Stettin; gestorben 22. September 1965 in Berlin) war ein deutscher Conférencier und Autor.

## Leben
Udo Vietz besuchte einen Schauspielunterricht. Er lernte Schlagzeug und Gitarre und war für eine Zeit beim Unterhaltungsorchester Hans Bund engagiert. Seit 1935 wurde er als Ansager von Unterhaltungssendungen beim reichsdeutschen Rundfunk bekannt. Er war plaudernder Truppenbetreuer der Wehrmacht und wurde 1944 künstlerischer Leiter und Stimmungskanone im Wehrmachtsnachtkabarett Atlantis in Berlin. Sein Erkennungslied war Lachen ist gesund. Ende 1942 wurde Peter Frankenfeld zum Atlantis unter Vietz abkommandiert, wo Vietz nicht mit seinen Witzen konform ging. Er denunzierte Frankenfeld bei der Gestapo mit dem Hinweis darauf, dass seine Witze jüdischer Art und damit wehrkraftzersetzend seien.
Nach dem Ende des Nationalsozialismus hatte er Engagements als Bühnenplauderer im Unterhaltungsgewerbe in Frankfurt am Main und im Friedrichstadtpalast. Er gehörte zu den Moderatoren der Sendung Frankfurter Wecker beim Hessischen Rundfunk. Vietz trat auch als Quizmaster auf und hatte die Regie von Unterhaltungssendungen.